# 2010年恢复理智和/或恐惧集会

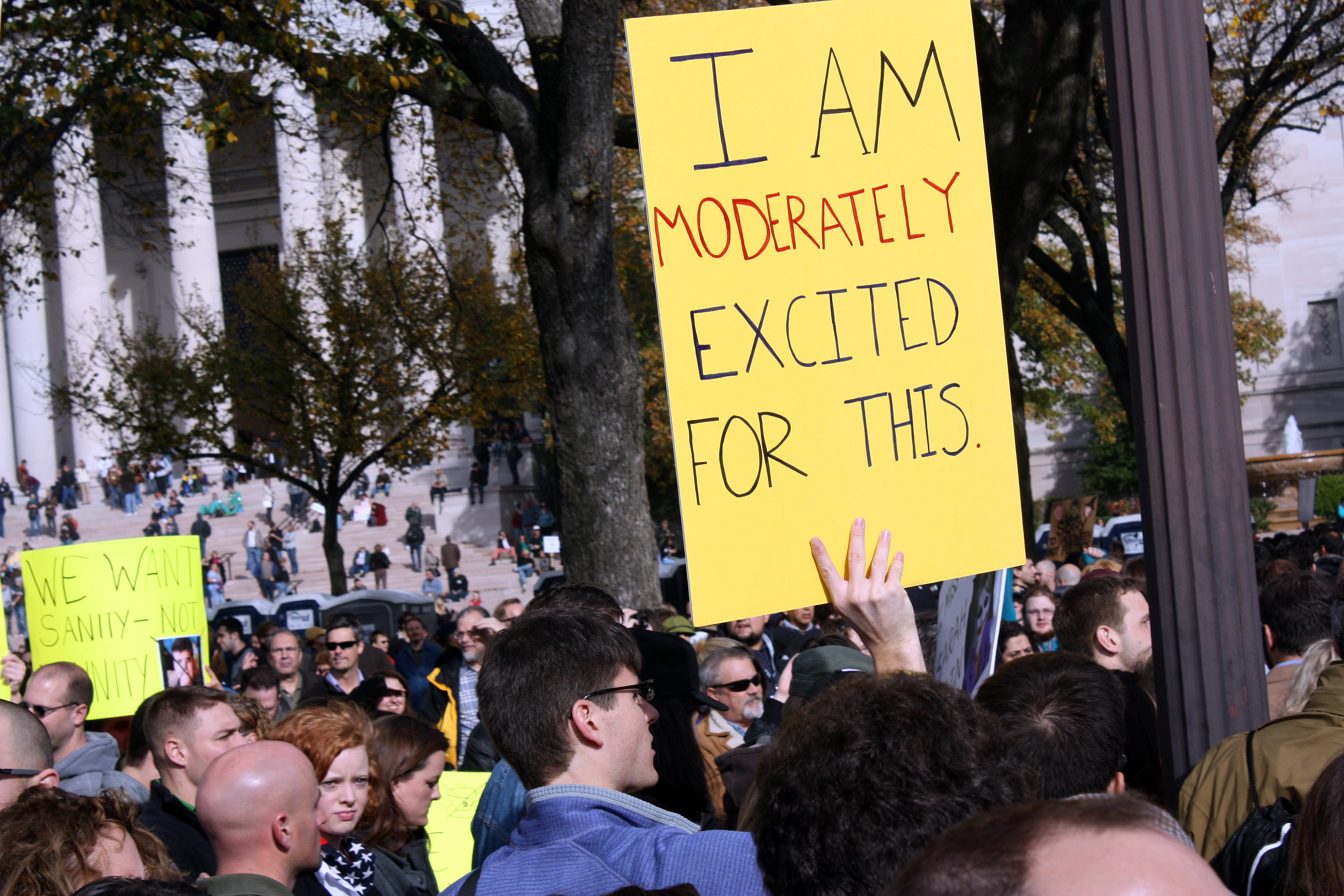
2010年恢复理智和/或恐惧集会

2010年恢复理智和/或恐惧集会是2010年10月30日在美國华盛顿特区国家广场举行的一次集会，此次集會由每日秀主持人喬恩·史都華和斯蒂芬·科拜尔主持。 AirPhotosLive.com根據航拍照片分析，估計约有215,000人参加了此次集会。 
集會組織者表示此次集會與黨派無關，目的是諷刺美國瘋狂的政治生態。集會發起者認為不同立場的政治极端分子互相妖魔對方，人們應該恢复理智並且進行理性讨论。集會開始時，斯图尔特呼吁美国公众保持理智，科贝尔則客串反派，呼吁大家要繼續保持恐惧。科貝爾在反串的同時，一度說了真心話，他一度批評美國媒體總是在製造分裂。